# Главна прокуратура на Централната банка
Главната прокуратура на Централната банка (на португалски: Procuradoria-Geral do Banco Central – PGBC) е специализиран орган на Главната адвокатура на Бразилия, който оказва юридическо съдействие и осигурява процесуално и извънпроцесуално представителство и защита на Централната банка на Бразилия – федерална автаркия, която осъществява монетарната политика на страната и осигурява стабилитета на националната финансова система.
Главната прокуратура на Централната банка е част от административната структура на Централната банка на Бразилия и като такава е пряко подчинена на нейния гуверньор. Заедно с това обаче тя е и орган, технически свързан с Главната адвокатура на Бразилия по силата на чл. 131 от Конституцията на Бразилия и чл. 17 на Допълнителен закон No. 73 от 10 февруари 1993 г.
Главната прокуратура на Централната банка е орган, който изпълнява съществени юридически функции, осигуряващи правна подкрепа на Централната банка при изпълнението на институционалната ѝ мисия за осигуряване на покупателната способност на националната валута, за осъществяване на контрол над инфлацията и поддържане на стабилна финансова система. Чрез своята дейност Главната прокуратура на Централната банка играе съществена роля за осигуряване на успеха на икономическата политика, и главно на Плана „Реал“, допринасяйки по този начин за икономическото развитие на страната. От друга страна, една от главните цели на PGBC е да гарантира правата на всички участници в банковата система, като инвеститори, депозитари и др., чрез помощта, която оказва на Централната банка при финансовия надзор на банковата система. Това е причината до PGBC да бъдат препращани за анализ всички жалби, искове или искания за достъп до информация, които гражданите могат до отправят директно до Централната банка, за да се прецени най-вече дали е налице заплаха или злоупотреба с правата на клиентите, извършени от страна на някоя банка. В допълнение Главната прокуратура на Централната банка осъществява и вътрешен контрол върху актовете на Централната банка, като гарантира, че автаркията съблюдава конституцията и законите на страната по отношение правата на гражданите.